# ジョイフルトレイン長崎
ジョイフルトレイン長崎（ジョイフルトレインながさき）は、九州旅客鉄道（JR九州）が1988年（昭和63年）から1994年（平成6年）まで保有していた鉄道車両（気動車）で、ジョイフルトレインと呼ばれる車両の一種である。
長崎支社向けにキハ58形気動車・キハ65形気動車各1両を小倉工場で改造した。のちに熊本支社に転属し、ジョイフルトレイン熊本となった。

## 編成
以下の2両編成で構成される。車両番号の横の（ ）内は旧車両番号。2両とも普通車扱いである。
- キハ58 7002（キハ58 298）
- キハ65 7002（キハ65 12）

## 構造
2両とも前位側約半分にサロン室（定員10名）、後位側約半分に座席（定員40名）を設置している。

### 車体
車体前位（運転室直後）の出入口扉と戸袋窓をふさぎ、出入口は後位の1か所のみとしている。前半分のサロン室部分では窓が従来より窓面積を縮小した固定窓に改造されている。後ろ半分の座席部分の窓は従来のまま（キハ58形が一段上昇窓、キハ65形が上段下降下段上昇式ユニット窓）である。前面の改造は塗色変更のほか、貫通幌の幌枠と渡り板を撤去した程度である。
車体側面の塗装は、白地に長崎くんちの龍踊りの龍の絵を全体にわたって描き、ほかに教会・風車などの長崎にちなんだ絵を入れた派手な塗装で、絵の色はキハ58形が青色基調、キハ65形が赤色基調となっている。前面は白地にキハ58形では青色濃淡2色、キハ65形では赤色濃淡2色のストライプが入り、2両とも前面中央部に龍の絵が描かれている。

### 車内

#### 座席
座席はキハ183系1000番台に準じた形状の、リクライニングシートを横4列、縦10列に配置している。座席の背面下部には反転可能なフットレストが取り付けられている。座席部分の窓のカーテンは横引き式に取り替えられ、窓から下の化粧板は木目板となっている。また、座席を向かい合わせにしたときにテーブルを使えるよう、窓下に折り畳み式テーブルを設置している。
照明は従来の蛍光灯を取り外して天井に白熱灯を新設し、荷物棚の下に蛍光灯を新設しており、荷物棚自体も取り替えられている。座席部分では冷風吹出口の形状も変更された。
天井の2か所にモニタテレビを吊り下げている。

#### サロン室
サロン室はスナック風の内装となっており、床をフローリングとし、10名分の椅子とテーブルを置き、最前部にカラオケ用ステージを設置している。座席とサロン室の間に照明の制御盤とカラオケ機器を置いている。
天井にはシャンデリアを、側面には壁灯を取り付けている。

#### 便所・洗面所
便所・洗面所は改造前と同様、キハ58形に設けられている。

### 台車・機器
台車・走行機器は変更されておらず、キハ58 8002が従来のDT22C形台車およびDMH17Hエンジン、キハ65 8001がDT39形・TR218形台車、DML30HSDエンジンのままである。冷房装置も従来のAU13A形分散式冷房装置のままで、冷房電源もキハ65形の4VK発電用エンジン・DM83形発電機をそのまま使用している。

## 運用
1988年（昭和63年）8月20日付けで落成し、長崎運転所に配置された。営業運転開始後は主に長崎発着の団体臨時列車に用いられた。
1992年（平成4年）7月に車体塗装はそのままで熊本運転所に転属し、「ジョイフルトレイン熊本」と改称されたが、JR九州のジョイフルトレイン整理のため1994年（平成6年）3月24日付けで廃車となった。